# Mezquita de Nuruosmaniye
La mezquita de Nuruosmaniye (en turco: Nuruosmaniye Camii, literalmente "mezquita de la luz de Osmán") es una mezquita barroca otomana situada en el barrio de Çemberlitaş del distrito Fatih de Estambul, Turquía. Limita con la entrada al Gran Bazar de Estambul.

## Historia
Originalmente destinada a coronar la segunda colina de Estambul, la mezquita de Nuruosmaniye se construyó finalmente en un sitio ligeramente más bajo, que ya estaba ocupado por la pequeña mezquita de Atik Alí Pasha. Obra del arquitecto griego Simeón Kalfa, el edificio comenzó a construirse en 1748 bajo el reinado de Mahmud I y se terminó bajo el reinado de su hermano y sucesor, Osmán III, en 1755. Es este último quien le da su nombre, al que añade el calificativo nuru, la "luz sagrada" - el nombre de la mezquita significa "la luz de Osmán".
El complejo (külliye) incluye, además de la mezquita, una cocina para alimentar a los pobres (imaret), escuelas y tiendas que rodean la mezquita. Su cerramiento exterior se transforma así en galerías dedicadas al comercio. Las tiendas, cuyo alquiler proporciona ingresos para la mezquita, se llaman vakf (propiedades).
La arquitectura y la decoración de la mezquita son características del estilo barroco otomano, que se desarrolló en el imperio gracias a la difusión del gusto occidental y la inspiración europea. Destaca la forma del patio, hecho de herraduras, y una decoración barroca. Además, la biblioteca de la mezquita toma prestado su proyecto de la iglesia de San Carlo alle Quattro Fontane en Roma.